# 老子八十一化
《老子八十一化》，又名《太上老君历世应化图说》，描绘了老子起乎无始直至宋绍圣五年（公元1098元）之间的显化事迹，包含老子化胡。它形成于宋代，与宋朝观复大师谢守颧《太上混元圣纪》一书的内容相近似。